# 圓體

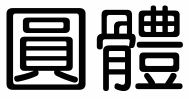
圓體字「圓體」

圓體是黑體的變體，也称圆头体，與黑體的不同在於筆劃的末端與轉角呈圓弧狀，而黑體則有稜角，因此圓體不但具有黑體清晰易讀的優點，而且也予人較柔和的感覺。圓體的用途很廣，除了標題與內文外，許多的路牌、招牌或看板都採用圓體。

## 分类
圆体下可分为几种类型：

幼圆体

叠圆体

- 幼圆体 - 一款笔画更细长，拐弯处更加细腻的圆体。
- 叠圆体 - 近似圆体，但笔画加粗至极，笔画的交叠部分现出相反的颜色。
- 空叠圆体 - 叠圆体的空心体，只画出笔画的轮廓。

琥珀体

彩云体

而在形态上，常州华文印刷新技术有限公司（SinoType）旗下所开发的琥珀体与彩云体分别与叠圆体和空叠圆体是一样的。

## 电脑字体

### 非开源商用
- 幼圆（SIMYOU.TTF），圆体，北京四通制作，随Windows发行，在简体中文系统环境下字体名显示为“幼圆”。
- 华文琥珀，叠圆体，以STHUPO.ttf随Microsoft Office安装。[4][5]
- 华文彩云，叠圆体，以STCAIYUN.ttf随Microsoft Office安装。[5][6]

### 开源可商用
- Open 粉圆，圆体，由justfont基于 MOTOYA 小杉圆体（Kosugi Maru） （页面存档备份，存于）修改优化，以SIL开源字体授权授权释出。
- 小杉圆体（Kosugi Maru） （页面存档备份，存于），由 MOTOYA 基于小杉黑体（Kosugi） （页面存档备份，存于） 转圆制作，以Apache许可证授权释出。
- Resource Han Rounded （页面存档备份，存于），基于 思源黑体 转圆制作，以SIL开源字体授权授权释出。
- M PLUS Rounded 1c （页面存档备份，存于），日本字型，基于 M+ FONTS（英语：M+ FONTS） 转圆制作，以SIL开源字体授权授权释出。